# Roger M.J. De Neef
Roger Marie Joseph De Neef (Wemmel, 24 juni 1941) is een Belgisch dichter, journalist en essayist.

## Prijzen
- 1978 − Arkprijs van het Vrije Woord
- 1980 – Poëzieprijs van de Vlaamse Club voor kunst, wetenschap en letteren
- 1986 − Jules Van Campenhoutprijs
- 1986 − Prijs van de Vlaamse Gemeenschap voor Poëzie